# Dr. Heckyll & Mr. Jive
Dr. Heckyll & Mr. Jive è un singolo del gruppo musicale australiano Men at Work, pubblicato nel novembre 1982 come primo estratto dal secondo album in studio Cargo.

## Descrizione
La canzone è incentrata su uno scienziato pazzo di nome Dr. Heckyll (nel video interpretato da Greg Ham) il quale crea una pozione che lo trasforma in un uomo bello e loquace. Il titolo è una parodia de Lo strano caso del dottor Jekyll e del signor Hyde di Robert Louis Stevenson. La storia è anche molto simile a quella del film Le folli notti del dottor Jerryll.

## Video musicale
Il video musicale è stato girato a Los Angeles e mostra un detective alla Sherlock Holmes (Colin Hay) che indaga sul caso del dottor Heckyll (Greg Ham).
Gli altri componenti della band compaiono come invitati ad una festa.

## Tracce
- 7"

1. Dr. Heckyll & Mr. Jive
2. Shintaro

## Classifiche
| Classifica (1982/83)          | Posizione massima |
| ----------------------------- | ----------------- |
| Australia                     | 6                 |
| Canada                        | 24                |
| Irlanda                       | 25                |
| Nuova Zelanda                 | 16                |
| Regno Unito                   | 31                |
| Stati Uniti                   | 28                |
| Stati Uniti (mainstream rock) | 12                |